# Slavomír
Slavomír je mužské jméno slovanského původu s významem „mírumilovný“. V Česku je oblíbenější spíše jméno Miroslav, které znamená v podstatě totéž. Jméno Slavomír je naopak velice rozšířené v Polsku.
V českém občanském kalendáři má svátek 22. ledna.

## Statistické údaje
Následující tabulka uvádí četnost jména v ČR a pořadí mezi mužskými jmény ve srovnání dvou roků, pro které jsou dostupné údaje MV ČR – lze z ní tedy vysledovat trend v užívání tohoto jména:
| Rok       | Četnost   | Pořadí   |
| 1999      | 2770      | 107.     |
| 2002      | 2713      | 108.     |
| Porovnání | o 57 méně | o 1 hůře |
| 2006      | 2782      | 118.     |

Změna procentního zastoupení tohoto jména mezi žijícími muži v ČR (tj. procentní změna se započítáním celkového úbytku mužů v ČR za sledované tři roky 1999-2002) je -1,3%.

## Známí nositelé jména
- Slavomír – kněz pocházející z mojmírovského rodu, roku 871 vůdce povstání proti markrabatům Engelšakovi a Vilémovi pověřenými franským císařem Ludvíkem Němcem správou Velké Moravy po zajetí Rostislava i Svatopluka I.
- Slavomír Lener – hokejový trenér
- Sławomir Mrożek – polský spisovatel a dramatik
- Sławomir Bugajski – polský fyzik